# Michael O’Hara
Michael O’Hara (ur. 29 września 1996) – jamajski lekkoatleta specjalizujący się w konkurencjach biegowych.
Medalista CARIFTA Games (2011, 2012). Podczas mistrzostw Ameryki Środkowej i Karaibów juniorów młodszych w 2012 zdobył brązowy medal w biegu na 110 metrów przez płotki oraz brąz w biegu rozstawnym 4 × 100 metrów. W 2013 w Doniecku został mistrzem świata juniorów młodszych w biegu na 200 metrów oraz w sztafecie szwedzkiej, a także zajął czwarte miejsce w sprincie na 100 metrów. Rok później startował na juniorskich mistrzostwach świata w Eugene, podczas których zdobył brąz w biegu na 200 metrów oraz w sztafecie 4 × 100 metrów.
Rekordy życiowe: bieg na 100 metrów – 10,19 (24 maja 2014, Kingston); bieg na 200 metrów – 20,45 (24 lipca 2014, Eugene); bieg na 400 metrów – 47,43 (19 stycznia 2013, Spanish Town); bieg na 110 metrów przez płotki (jun. młodszych) – 13,45 (16 marca 2013, Kingston).

## Osiągnięcia
| Rok  | Impreza                                                     | Miejsce      | Konkurencja                | Lokata     | Wynik   |
| ---- | ----------------------------------------------------------- | ------------ | -------------------------- | ---------- | ------- |
| 2011 | CARIFTA Games                                               | Montego Bay  | bieg na 110 m przez płotki | 3. miejsce | 14,24   |
| 2012 | CARIFTA Games                                               | Hamilton     | bieg na 100 m              | 2. miejsce | 10,68   |
| 2012 | CARIFTA Games                                               | Hamilton     | bieg na 110 m przez płotki | 2. miejsce | 13,97   |
| 2012 | Mistrzostwa Ameryki Środkowej i Karaibów juniorów młodszych | San Salvador | bieg na 110 m przez płotki | 3. miejsce | 13,65   |
| 2012 | Mistrzostwa Ameryki Środkowej i Karaibów juniorów młodszych | San Salvador | sztafeta 4 × 100 m         | 1. miejsce | 40,17   |
| 2013 | Mistrzostwa świata juniorów młodszych                       | Donieck      | bieg na 100 metrów         | 4. miejsce | 10,46   |
| 2013 | Mistrzostwa świata juniorów młodszych                       | Donieck      | bieg na 200 metrów         | 1. miejsce | 20,63   |
| 2013 | Mistrzostwa świata juniorów młodszych                       | Donieck      | sztafeta szwedzka          | 1. miejsce | 1:49,23 |
| 2014 | Mistrzostwa świata juniorów                                 | Eugene       | bieg na 100 metrów         | półfinał   | 10,69   |
| 2014 | Mistrzostwa świata juniorów                                 | Eugene       | bieg na 200 metrów         | 3 miejsce  | 20,31w  |
| 2014 | Mistrzostwa świata juniorów                                 | Eugene       | sztafeta 4 × 100 metrów    | 3 miejsce  | 39,12   |